# Phaselia serrularia
Phaselia serrularia is een vlinder uit de familie spanners (Geometridae). De wetenschappelijke naam is voor het eerst geldig gepubliceerd in 1847 door Eversmann.
De soort komt voor in Europa.